# Шахта имени Колачевского
Шахта имени Колачевского (до 1 сентября 2022 года — имени Орджоникидзе) — горнодобывающее предприятие в городе Кривой Рог.

## История
В 1906 году на руднике Сергея Колачевского пройден первый шурф новой шахты.
В 1929 году на месте старой шахты строится новая, введённая в эксплуатацию в 1933 году под названием «Капитальная». Проектная мощность — 1 500 000 тонн железной руды в год. С 1934 года — шахта имени Орджоникидзе, одноимённого шахтоуправления.
В 1938 году началась разработка горизонта −267 м, в 1941 году — −327 м.
В августе 1941 года разрушена и затоплена. Восстановлена в 1945 году.
В 1950 году мощность шахты увеличена до 2 100 000 тонн в год. Шахта работала до горизонта −627 м, после чего была заменена более современной — шахтой имени Ленина.
Входила в состав рудоуправления имени В. И. Ленина производственного объединения «Кривбассруда».
В 1980-х годах началась добыча магнетитовых кварцитов.
В мае 1998 года передана в аренду Центральному ГОКу на 20 лет.
13 июня 2010 года во время плановых взрывных работ на горизонте −447 м произошла авария — обвал горной породы площадью около 16 га и глубиной 10—80 м на промышленной площадке.
1 сентября 2022 года решением наблюдательного совета ЦГОКа структурное подразделение «Шахта имени Орджоникидзе» переименовано в «Шахта имени Колачевского».

## Характеристика
Входит в структуру ЧАО «Центральный ГОК».
Шахтой разрабатываются запасы неокисленных магнетитовых кварцитов залежи «Южная-Магнетитовая» в Криворожском железорудном бассейне.
Применяется этажно-камерный способ добычи с оставлением целиков между камерами.